# 스핀 거품
수학 또는 수리물리학에서 스핀 거품(spin foam) 또는 스핀 거품의 위상 구조는 양자 중력의 파인만 경로 적분 설명을 얻기 위해 범함수 적분에 필요한 구성을 나타내는 2차원 면들로 구성된다. 이러한 구조는 양자 거품의 한 버전으로 고리 양자 중력에 사용된다.

## 고리 양자 중력에서
루프 양자 중력의 공변 공식화는 양자 중력 이론의 동역학에 대한 최상의 공식화를 제공한다. 일반 상대성 이론의 미분 동형 사상 하에서 불변성이 적용되는 양자장론이다. 결과 경로 적분은 스핀 거품의 가능한 모든 구성에 대한 합을 나타낸다.

### 스핀 네트워크
스핀 네트워크는 공간 기하학의 측면을 인코딩하는 1차원 그래프이다.
스핀 네트워크는 그 위에 정의된 힐베르트 공간에 대한 미분다양체의 원소 사이의 접속과 다양체의 서로 다른 두 초곡면 사이의 진폭 계산을 위한 기초를 만드는 파인만 도형과 같은 다이어그램으로 정의된다. 스핀 네트워크의 모든 진화는 해당 스핀 네트워크의 차원보다 한 차원 더 높은 다양체에 걸쳐 스핀 거품을 제공한다. 스핀 거품은 양자 역사와 비슷하다.

### 시공간
스핀 네트워크는 공간의 양자 기하학을 설명한다. 스핀 거품은 시공간에 대해 동일한 작업을 수행한다.
시공간은 스핀 거품의 중첩으로 정의할 수 있으며, 이는 고차원 복합체가 사용되는 일반화된 파인만 도형이다. 위상 수학에서 이러한 종류의 공간을 2-복합체 라고 한다. 스핀 거품은 꼭짓점, 모서리, 면에 대한 레이블이 있는 특정 유형의 2-복합체이다. 다양체 이론에서 n-다양체의 경계가 (n-1)-다양체인 것처럼 스핀 거품의 경계는 스핀 네트워크이다.
고리 양자 중력에서 현재의 스핀 거품 이론은 폰차노–레제 모형의 작업에서 영감을 받았다. 당시에는 그렇게 부르지 않았지만 스핀 거품의 개념은 Norman J. LaFave의 "A Step Toward Pregeometry I: Ponzano–Regge Spin Networks and the Origin of Spacetime Structure in Four Dimensions" 논문에서 소개되었다. 본 논문에서는 주어진 스핀 네트워크 경계(스핀 거품)를 연결하는 스핀 네트워크의 경로를 형성하기 위해 이러한 스핀 4차원 기하학 샌드위치의 연결과 함께 스핀 네트워크에서 4차원 기하학(및 국소적 시간 척도)의 샌드위치를 만드는 개념이 설명된다. 이 구조의 양자화는 스핀 네트워크 경계 사이의 스핀 네트워크의 연결된 경로에 걸쳐 일반화된 파인만 경로 적분으로 이어진다. 이 논문은 겉으로 보기에 3차원으로 보이는 스핀 네트워크에 4차원 기하학이 어떻게 이미 존재하는지, 국소적 시간 척도가 어떻게 발생하는지, 장 방정식과 보존 법칙이 단순한 일관성 요구 사항에 의해 생성되는 방식을 보여줌으로써 이후 작업의 많은 부분을 넘어선다. 이 아이디어는 1997년 논문에 다시 소개되었고 나중에 바렛–크레네 모형으로 발전되었다. 오늘날 사용되는 공식은 일반적으로 일련의 중요한 논문의 저자 이름을 따서 EPRL이라고 불린다. 그러나 로랑 프레이델 (FK 모델) 및 예지 레반도프스키 (KKL 모델) 등도 근본적인 기여를 하였다.

## 정의
스핀 거품 모델의 분배 함수는 다음과 같다.
{\displaystyle Z:=\sum _{\Gamma }w(\Gamma )\left[\sum _{j_{f},i_{e}}\prod _{f}A_{f}(j_{f})\prod _{e}A_{e}(j_{f},i_{e})\prod _{v}A_{v}(j_{f},i_{e})\right]}
- 면 {\displaystyle f}, 모서리 {\displaystyle e}, 꼭지점 {\displaystyle v}으로 구성된 2-복합체 {\displaystyle \Gamma }들의 집합, 각 2-복합체 {\displaystyle \Gamma }에 연결된 가중치 {\displaystyle w(\Gamma )}.
- 면에 지표를 붙이는 기약 표현 {\displaystyle j}들의 집합과 모서리들에 지표를 붙이는 intertwiner {\displaystyle i}.
- 꼭지점 진폭 {\displaystyle A_{v}(j_{f},i_{e})}과 모서리 진폭 {\displaystyle A_{e}(j_{f},i_{e})}
- 거의 항상 {\displaystyle A_{f}(j_{f})=\dim(j_{f})}인 면 진폭 {\displaystyle A_{f}(j_{f})}.

## 같이 보기
- 군 장론
- 루프 양자 중력
- 루프 양자 중력의 로렌츠 불변
- 끈 그물 액체